# Lista över offentlig konst i Degerfors kommun
Lista över offentlig konst i Degerfors kommun är en ofullständig förteckning över främst utomhusplacerad offentlig konst i Degerfors kommun. 
| Titel                                      | Konstnär(er)                                    | Årtal | Beskrivning | Typ - material                                   | Plats Koordinater                                    | Bild                                                             |
| ------------------------------------------ | ----------------------------------------------- | ----- | ----------- | ------------------------------------------------ | ---------------------------------------------------- | ---------------------------------------------------------------- |
| Solbåge                                    | Anders Hultman                                  | 2001  |             | Skulptur - lackerad stålplåt                     | Degernäsrondellen koordinater saknas                 | Fler bilder                                                      |
| Fasadutsmyckning                           | Göran Strååt                                    | 1958  |             | reliefer - brons                                 | Folkets hus koordinater saknas                       | Fler bilder                                                      |
| Väggmålning                                | Uno Vallman                                     | 1957  |             | Väggmålning                                      | Folkets hus/Biblioteket (inomhus) koordinater saknas | Det är troligen inte ok att ladda upp en bild av detta konstverk |
| Träreliefer                                | Göran Persson                                   | 1991  |             | reliefer - trä                                   | Arbetsförmedlingen (inomhus) koordinater saknas      | Det är troligen inte ok att ladda upp en bild av detta konstverk |
| Klättergubbar                              | May Lindholm                                    | 1998  |             | Lackerad plåt                                    | Fasad affärshus koordinater saknas                   | Fler bilder                                                      |
| Okänd titel                                | Okänd                                           |       |             |                                                  | Fasad affärshus koordinater saknas                   |                                                                  |
| Ljushus x 3                                | Göran Persson                                   | 2010  |             | Rostfritt stål                                   | Rondell koordinater saknas                           | Fler bilder                                                      |
| Kristus i Getsemane                        | Thor Fagerkvist                                 | 1939  |             | Olja på temperagrund                             | Degerfors kyrka (inomhus) koordinater saknas         | Det är troligen inte ok att ladda upp en bild av detta konstverk |
| Predikstol                                 | David Wretling                                  | 1939  |             | Reliefer och skulptur - trä                      | Degerfors kyrka (inomhus) koordinater saknas         | Det är troligen inte ok att ladda upp en bild av detta konstverk |
| Tänkaren/ Det lider mot skymning           | Aron Jerndahl                                   |       |             | skulptur - keramik                               | Församlingshemmet koordinater saknas                 | Ladda upp en bild av detta konstverk                             |
| Väggbonad                                  | Anna-Lisa Odelqvist-Kruse                       | 1968  |             | Broderi - lin- och guldtråd på linneväv          | Församlingshemmet (inomhus) koordinater saknas       | Det är troligen inte ok att ladda upp en bild av detta konstverk |
| Urberg och läkeörter                       | Birgit Lehtonen-Axelsson                        | 1987  |             |                                                  | Pilgårdens vårdcentral (inomhus) koordinater saknas  | Det är troligen inte ok att ladda upp en bild av detta konstverk |
| Mor Maria                                  | Anders Hultman                                  | 1999  |             | skulptur - brons                                 | Kanada koordinater saknas                            |                                                                  |
| Blå våg                                    | Anders Hultman                                  | 2002  |             | skulptur - lackerad stålplåt                     | Smältarparken koordinater saknas                     | Fler bilder                                                      |
| Kärlekslåsmonumentet                       | okänd                                           |       |             | skulptur                                         | Smältarparken koordinater saknas                     | Kärlekslåsmonumentet                                             |
| Altartavla och skulptural utsmyckning      | Isak Schullström                                |       |             |                                                  | Nysunds kyrka (inomhus) koordinater saknas           | Altartavla och skulptural utsmyckning                            |
| Predikstol                                 | Isak Schullström                                |       |             |                                                  | Nysunds kyrka (inomhus) koordinater saknas           | Predikstol                                                       |
| Takmålning                                 | Petter/Peter Mård                               | 1747  |             | Målning                                          | Nysunds kyrka (inomhus) koordinater saknas           | Takmålning                                                       |
| Dopängel                                   | Isak Schullström                                | 1750  |             |                                                  | Nysunds kyrka (inomhus) koordinater saknas           | Dopängel                                                         |
| Självbetraktelse                           | Göran Persson                                   | 2004  |             | skulptur - sten på rostfri plåt                  | Refug i centrala Åtorp koordinater saknas            | Fler bilder                                                      |
| Rådjur                                     | Arvid Knöppel                                   |       |             | Skulptur - brons                                 | Pilgårdens vårdcentral koordinater saknas            |                                                                  |
| Fotbollsspelare                            | Göran Persson                                   | 2000  |             | Rostfritt stål och konstgräs                     | Fasaden Stora Valla koordinater saknas               | Fler bilder                                                      |
| Avspark                                    | Göran Persson                                   | 2003  |             | skulptur - Rostfritt stål                        | Fotbollens hus koordinater saknas                    | Fler bilder                                                      |
| Fotbollen                                  | Lennart Lindgren (Utförd av Degerfors Järnverk) | 1980  |             | Rostfritt stål                                   | Kanadarondellen koordinater saknas                   | Fler bilder                                                      |
| Stilleben med degel, järn, malm och träkol | Uta Jacobs                                      | 1999  |             | skulptur - brons, hallandsgnejs och glavaskiffer | Medborgarplatsen koordinater saknas                  | Fler bilder                                                      |
| Sten, järn och vatten                      | Eva Ström Svensson                              | 1998  |             | Olja                                             | Nämndhusets entré (inomhus) koordinater saknas       | Det är troligen inte ok att ladda upp en bild av detta konstverk |
| Kulan i luften                             | Yana Rapp                                       | 1998  |             | Textil applikation                               | Nämndhuset (inomhus) koordinater saknas              | Det är troligen inte ok att ladda upp en bild av detta konstverk |